# クラレ岡山硬式野球部
クラレ岡山硬式野球部（クラレおかやまこうしきやきゅうぶ）は、岡山県岡山市に本拠地を置き、日本野球連盟に加盟していた社会人野球の企業チームである。1973年11月に解散した。

## 概要
1952年、繊維メーカーの倉敷レイヨンが各地に点在していた工場の軟式野球部を統合し、岡山工場の硬式野球部として『倉敷レイヨン硬式野球部』を発足させた。
創部から6年目の1957年に都市対抗野球に初出場し、8強入りを果たす。
1965年、チーム名を『クラレ岡山硬式野球部』に改称した。
岡山県内で活動していた三菱重工水島や川崎製鉄水島と切磋琢磨しプロ野球選手を輩出するに至るが、1973年にオイルショックにより本業の経営に大きな影響が及び、業績悪化と若年労働者の不足を理由に11月に解散した。
クラレ岡山解散後、岡山市内に本拠地を置く企業チームは2008年のシティライト岡山まで現れなかった。

## 沿革
- 1952年 - 『倉敷レイヨン』として創部。
- 1957年 - 都市対抗野球に初出場（8強）、日本産業対抗野球大会に初出場（準優勝）。
- 1959年 - 日本産業対抗野球大会で初優勝。
- 1965年 - チーム名を『クラレ岡山』に改称。
- 1973年 - 解散。

## 主な大会の出場歴・最高成績
- 都市対抗野球大会 - 出場14回、8強3回（1957、1959、1967年）
- 日本産業対抗野球大会 - 出場12回、優勝1回（1959年）
- JABA岡山大会 - 優勝3回（1958、1970、1973年）

## 主な出身プロ野球選手
- 内海武彦（内野手） - 1955年に中日ドラゴンズに入団
- 佐川守一（投手） - 1955年に西鉄ライオンズに入団
- 藤井弘（内野手） - 1955年に広島カープに入団
- 麻生実男（内野手） - 1959年に大洋ホエールズに入団
- 栗本光明（投手） - 1961年に大毎オリオンズに入団
- 得津高宏（外野手） - 1967年第1次ドラフト6位で東京オリオンズに入団
- 安木祥二（投手） - 1968年ドラフト5位でアトムズに入団
- 門田博光（外野手） - 1969年ドラフト2位で南海ホークスに入団[2]
- 外山義明（投手） - 1969年ドラフト6位でヤクルトアトムズに入団
- 片岡新之介（捕手） - 1969年ドラフト5位で西鉄ライオンズから指名を受け、翌1970年シーズン終了後に入団
- 平野光泰（外野手） - 1971年ドラフト6位で近鉄バファローズに入団
- 上林成行（投手） - 1973年ドラフト3位で近鉄バファローズに入団